# روبرتو سوسا
روبرتو سوسا (بالإسبانية: Roberto Carlos Sosa)‏ هو لاعب كرة قدم أرجنتيني في مركز الهجوم، ولد في 24 يناير 1975 في مدينة سانتا روزا، لا بامبا في الأرجنتين. لعب مع بوكا جونيورز وجيمناسيا لابلاتا ونادي أسكولي ونادي أودينيزي ونادي مسينا ونادي نابولي.

## وصلات خارجية
- روبرتو سوسا على موقع قاعدة بيانات كرة القدم.إي يو (الإنجليزية)
- روبرتو سوسا على موقع عالم كرة القدم.نت (الإنجليزية)